# Томо-Тюо (станция)
Станция Томо-Тюо (яп. 伴中央駅 Томо-Тюо эки) — железнодорожная станция на линии Астрам-лайн расположенная в районе Асаминами, Хиросима. Островная, эстакадная крытая станция. Станция была открыта 20 августа 1994 года. На станции установлены платформенные раздвижные двери.

## История
Открыта 20 августа 1994 года.

## Близлежащие станции
| «     |  | Линия             |  | »      |
| ----- |  | ----------------- |  | ------ |
| Обара |  | Линия Астрам-лайн |  | Одзука |